# 奥田茂造
奥田 茂造（おくだ しげぞう、1886年〈明治19年〉5月2日 - 1960年〈昭和35年〉9月28日）は、日本の内務官僚。三重県鈴鹿市長。

## 経歴
三重県飯南郡櫛田村（現在の松阪市）出身。1909年（明治42年）、早稲田大学政治経済科を卒業。1917年（大正6年）、大蔵属となり、翌年に東京府属に転じた。1920年（大正9年）、高等文官試験に合格。秋田県北秋田郡長、同山本郡長、同事務官、奈良県事務官、福井県事務官を歴任し、1932年（昭和7年）に北海道庁事務官・産業部長に就任した。さらに佐賀県書記官・学務部長、山口県書記官・経済部長を経て、1939年（昭和14年）より川崎市助役を務めた。
その後、日本屑繊維配給統制株式会社社長、日本機下屑統制株式会社社長を務め、1943年（昭和18年）に初代鈴鹿市長に就任した。市長は1946年（昭和21年）まで務め、その後は公職追放となった。